# Ožegovci
Ožegovci is een plaats in de gemeente Pakrac in de Kroatische provincie Požega-Slavonië. De plaats telt 37 inwoners (2001).